# 馬鞍山崇真中學
馬鞍山崇真中學（英語：Ma On Shan Tsung Tsin Secondary School）為香港一所設於沙田區馬鞍山新市鎮的津貼中學，其前身為筲箕灣崇真中學，於1958年創立，1990-1992年逐步遷入沙田並改為現名。此校自1992年起，與同區的沙田崇真學校結為聯繫學校，有25%中一學額預留予該校小六學生。而在語言微調政策生效後，此校亦開辦兩班英文班。馮允謙《在愛面前投降》MV在學校取景。

## 校政管理
歷任校監
- 方壽生先生（1958年-1960年，創校校監）
- 李增先生（1960年-1964年，第二任）[8]
- 湯兆奇牧師（1964年-1968年，第三任）
- 鄒在恩先生（1968年-1974年，第四任）
- 何道康先生（1974年-1978年，第五任）
- 薛磐基先生（1978年-1995年，第六任）
- 萬昌宜先生（1995年-1998年，第七任；首半年為署任校監，其後獲得真除）
- 葉永宗先生（1998年-2006年，第八任）
- 王愛蘭女士（2006年-2012年，第九任）[9]
- 黃錦泉律師（2012年起，現任校監）

歷任校長
- 楊紹康先生（1958年，創校校長；履新兩個月後旋即辭任）
- 陳以志先生（1958年-1960年）
- 趙岱哲博士（1960年-1961年；後出任樂道中學校長）
- 陳逢基先生（1961年-1965年）[8]
- 伍伯樑先生（1965年-1967年）
- 李思泌先生（1967年-1969年；後出任樂善堂余近卿中學及港九潮州公會中學英文夜校部校長）
- 蘇家文先生（1969年-1989年）
- 羅懿舒博士（1989年-2003年）
- 黃偉賢先生（2003年-2010年）[9]
- 郭啟明博士（2010年-2021年；由宣道會鄭榮之中學轉職）
- 嚴基柱先生（2021年起）

歷任副校長
- 鄭強明先生[10]

## 歷史

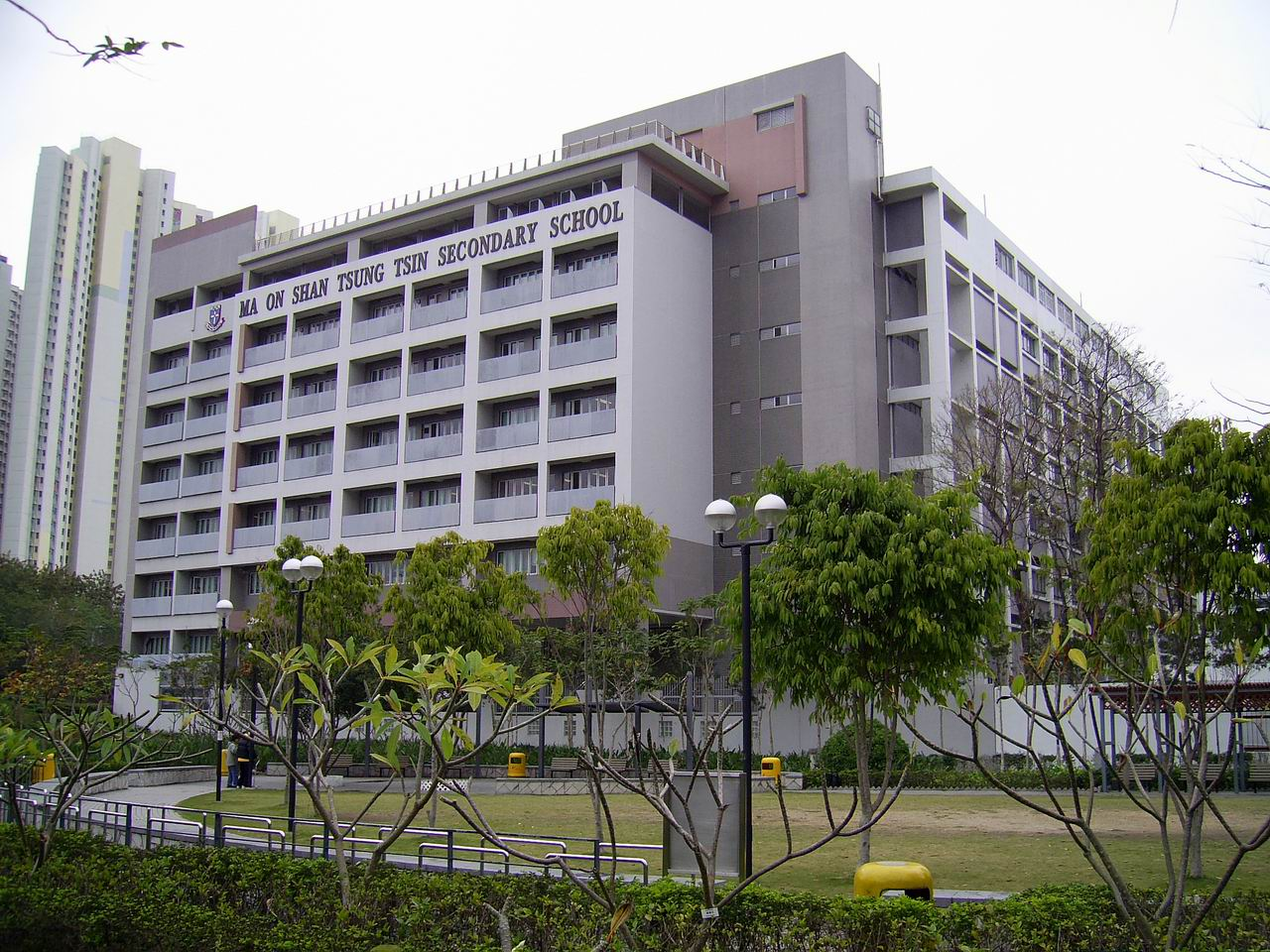
從亞公角街花園拍攝之馬鞍山崇真中學校舍外觀

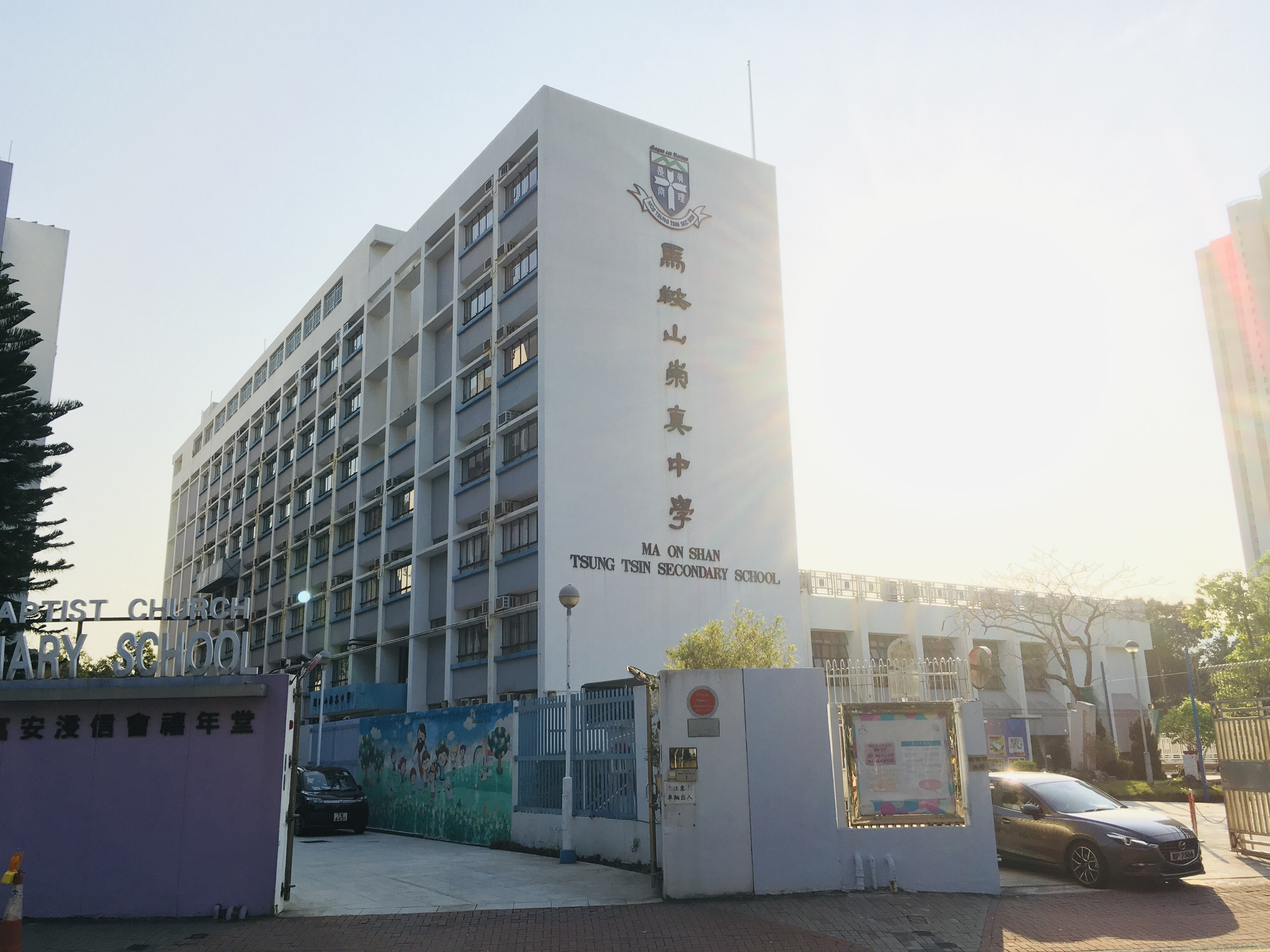
馬鞍山崇真中學校舍正門外觀

1950年代初，筲箕灣人口急增，適齡學童數目多，筲箕灣崇真堂有見及此，便辦理一所私立中學。於1952年之前，崇真堂開辦小學部，並將兩層高校舍改建為4層。截至1958年為止，中一至中三年級共有5班，計有約180名學生。兩年後，即1960年，學校有6班中一年級學生，全校共15班。由於只有10個課室可供使用，因此學生需要被分為上下午班上課。後來於1961年，校方派出首屆中五畢業生參加香港中學會考。1969年設立5社，且開鑿崇真堂後山佔地6000平方呎的土地來建成籃球場，繼而向政府借得相鄰、面積達14000平方呎的官地，用以興建其他體育設施。因應筲箕灣崇真學校（下稱「原小學部」）首次重建及擴展中學部，該校與小學部共用巴色街1-4號校址的校舍。
該校初年屬私立學校，直至1975年申請成為津貼中學，三年後正式獲准接受政府資助至今。校方其後於1982年把籃球場改建為新教室。有見舊校舍需與原小學部共用，導致空間嚴重不足，該校於1988年4月獲批出位於馬鞍山的新校舍遷置，1989年開展工程。至1990年，遷校工作開始，8月率先借用同區基督書院4樓開辦在沙田區的首屆中一，共設8班，並更名為「馬鞍山崇真中學」；然而，永久校舍則要到翌年才竣工交付。至1992年9月，遷校工作正式結束，由時任教育署署長黃星華主持新校揭幕儀式，騰出的校舍供原小學部擴充。此前於1991年，該校成立男、女童軍，除計劃重組校友會之外，還安排中一至中三年級於舊校上課。
進入1990年代，馬鞍山崇真中學的校務繼續向前發展。先於1993年4月出版首期校訊，同年9月開辦中六預科，10月成立家長教師會，翌年9月開辦中七預科，8月成立中樂團。及至1996年，該校正式重組舊生會，1998年9月使用母語教學，同時聘用外籍教師。而1999年9月則實行校本管理模式，亦委任總領袖生和於同年10月成立學生會。2000年9月起實行中一至中五級平衡班級制度，2006年8月成立法團校董會。
| 年份     | 大事 |
| -------- | --- |
| 1958之前 | 本校主辦團體筲箕灣崇真堂利用收回之土地開辦小學，當時部份課室只是用屏風作臨時間隔，至1952年建成一座兩層之小學校舍。 |
| 1958     | 將原有之小學兩層校舍拆卸改建為四層校舍，中小學共用（當時共有16間課室，6間供小學使用，10間供中學使用，而其餘活動範圍只有教堂門外之小操場），筲箕灣崇真中學於此誕生。第一年只有中一至中三共五班，學生178人。 教會委任方壽生先生為首任校監，並請得楊紹康先生為首任校長，惟楊校長就任兩個月之後因事辭職，遂另聘陳以志先生為第二任校長。 |
| 1959     | 第二學年四班中一，全校合共9班。 |
| 1960     | 李增先生接任為校監，另因陳以志校長辭職，趙岱哲博士接任為校長 第三學年六班中一，全校合共15班533人，因中學部只有10間課室，故需分上下午上課。 |
| 1961     | 趙岱哲校長辭職，陳逢基先生接任為校長。 第一屆畢業生參加全港英文中學會考。 政府開始補助符合認可資格之教員一半薪金，最高不超過$300。 |
| 1964     | 湯兆奇牧師接任為校監。 |
| 1965     | 伍伯樑先生接任為校長。 |
| 1967     | 李思泌先生接任為校長。 |
| 1968     | 鄒在恩先生接任為校監。 |
| 1969     | 蘇家文先生接任為校長。 全校已達20班，分上下午上課。 舉辦第一屆週年運動大會，並開始將學生分成五個級社。 完成教堂後石山之開鑿工程，得地6,000 平方呎作籃球場用地，後再借得相鄰之14,000平方呎官地作體育用途。 |
| 1974     | 何道康先生接任為校監。 |
| 1975     | 成功申請改為津貼中學，九月開始，政府津貼教師一半薪金。 |
| 1976     | 九月開始，政府津貼教師四分三薪金。 |
| 1978     | 薛磐基先生接任為校監。 九月改為全津貼中學。 |
| 1982     | 將籃球場地用作興建新教堂，十二月五日舉行新教堂奠基禮。 |
| 1984     | 新教堂建成，第23屆畢業禮在此舉行。 |
| 1988     | 教育署於四月正式批准遷校至馬鞍山。 |
| 1989     | 羅懿舒博士接任為校長。 馬鞍山新校建築工程開始。 |
| 1990     | 八月進行遷校，借用沙田基督書院部分校舍開辦八班中一。 九月正式開課。 |
| 1991     | 三月份舉行新舊校聯合運動會及重組舊生會。 四月舉行第一次的福音週。 八月教育署正式將馬鞍山校舍移交本校。 九月開始在新校上課，共有中一、中二及中四三級，舊校剩下中三及中五級。 十月馬鞍山崇真堂成立，與學校成為夥伴。 |
| 1992     | 三月再舉行新舊校聯合運動會。 四月舉行綜合籌款晚會。 七月舉行宗教組夏令營。 八月與突破機構合辦「獵鹿者計劃」，為香港歷奇輔導之先驅。 九月筲箕灣校正式結束，全部學生皆在馬鞍山新校舍上課。 推出「全人獎勵計劃」。 十一月舉行學校開幕典禮及感恩崇拜，由教育署長黃星華太平紳士主禮，陸漢思牧師證道。 |
| 1993     | 四月第一期校訊出版。 五月香港電台鏗鏘集播出本校與突破機構合辦之「獵鹿者」特輯。 六月出版馬鞍山崇真中學創校紀念特刊。 與突破機構、循道愛華邨社區中心、楊震社會務中心、小童群益會、馬鞍山崇真堂與本校合作，簽署為期一年之承諾協議書 九月開辦第一屆中六。 十月家長教師會成立。 推出大哥哥大姐姐計劃。 |
| 1994     | 二月舉行步行籌款，為學校籌募設備資金。 八月首次舉辦為期三週之「小六升中一」英文及數學科銜接課程；並成立中樂團。 九月開辦中七，終成為具有完整中學課程之學校。 十一月舉辦畢業禮暨馬鞍山崇真中學五周年感恩崇拜。 |
| 1995     | 萬昌宜先生任署理校監半年。 二月假座沙田大會堂舉行馬鞍山崇真中學五周年校慶紀念綜合晚會。 六月出版馬鞍山崇真中學五周年校慶紀念特刊。 十月舉行步行籌款，為本校籌募安裝冷氣資金；另教育署訓育組探訪本校，並邀本校於其第 一次研討會分享心得。 |
| 1996     | 三月課室及禮堂安裝冷氣。 舊生會重組並正名為崇真中學（筲箕灣暨馬鞍山）舊生會。 |
| 1997     | 六月教育署為本校特別室安裝冷氣。 九月開始參加為期一年之藝術家駐校計劃。 |
| 1998     | 葉永宗先生接任為校監。 八月獲第一期優質教育基金撥款50萬製作「中一數學科電腦學習軟件」。 九月開始首次聘請外籍教師。 |
| 1999     | 九月正式參加教署推行的校本管理計劃。 九月正式委任總領袖生，十月成立學生會。 |
| 2000     | 四月本校七位老師往新加坡考察。 舉行馬鞍山崇真中學十周年校慶開放日暨多媒體學習室開幕禮，並舉行馬鞍山崇真中學十周年聚餐。 九月中一至中五全部實施平行班級制。 十一月舉行馬鞍山崇真中學十周年感恩崇拜。 十二月在沙田大會堂舉行馬鞍山崇真中學十周年校慶綜合晚會。 |
| 2001     | 二月教統局（後稱為教育局）邀請學校參與「學校改善工程計劃」，籌建新翼。 |
| 2002     | 三月教統局對本校進行質素保證視學，對本校大加讚賞。 九月開始展開為新翼籌款之工作。 十一月新翼工程開始。 |
| 2003     | 十二月舉行為新翼步行籌款。 |
| 2004     | 黃偉賢先生接任為校長。 九月接收新翼，學校增加了相等於21個課室的空間，增添校舍設施。 十月教統局將本校發展之「全校參與思考培訓計劃」派發給全港中小學，肯定本校之成就。 十一月鄧柏均老師聯同兩位同學以香港區優勝者身份前往德國出席國際會議，發表旅遊科之研習成果。 |
| 2005     | 四月舉行馬鞍山崇真中學十五周年感恩崇拜暨新翼啟用禮，同時舉行開放日及十五周年聚餐。 十一月舉行馬鞍山崇真中學十五周年校慶綜合晚會。 |
| 2006     | 王愛蘭女士接任為校監。 六月舉行首次校友日及崇真宴，並從此訂定每年六月第一個星期六為校友日。 八月法團校董會成立。 九月選出首屆教師校董。 十月選出首屆家長校董及委任首屆校友校董。 十一月本校之「馬崇互動學習平台」榮獲「香港資訊科技及通訊科技獎：電子學習獎」之優異獎，為學界唯一獲獎者。 |
| 2007     | 三月3位上海專家（包括前國家總督學）來校進行兩天觀課及交流，對本校教學情況大為讚賞。 五月本校獲教育局批出227萬元作為提升英語計劃之用。 八月委任了首屆獨立校董，組成了完整的法團校董會。 |
| 2008     | 三月舉行創校五十周年校慶活動啟動禮。 四月舉行創校五十周年感恩崇拜及開放日。 五月本校發展之「馬崇互動學習平台」榮獲優質教育基金傑出計劃優異獎。 十一月舉行創校五十周年校慶暨畢業禮及校慶聚餐。 |
| 2009     | 獲優質教育基金撥款建立智能卡系統。 本校順利展開新高中學制。 獲優質教育基金贊助，於中一、中二設計全新之「綜合人文」科校本課程，為通識教育奠定基礎。 |
| 2010     | 郭啟明博士接任本校校長。 九月馬崇中一開設英文班。 建立「學生學習概覽」系統，讓同學有效地管理自己的「其他學習經歷」記錄。 |
| 2011     | 五月首次推行「關愛雙周」。 教育局（學校質素保證）英語教學視學報告，對本校的英語教學有十分正面的評價。 |
| 2012     | 黃錦泉律師接任本校校監。 三月份帶領同學參加「薪火相傳：中華文化探索與承傳」內地交流計劃，往上海及杭州交流；及於六月份參加「同行萬里」武漢交流計劃。 第一屆新高中文憑試創下佳績，整體科目及格率為94%，本校學生符合入讀大學資格(核心科目3322)百分率超越全港水平。 十二月舉辦「五十五周年校慶開放日暨資訊日」。 學校增撥資源，增加學生境外交流機會。同時，定期安排家長和老師出外考察交流。自此每年 平均組織四個境外考察團，以擴闊師生和家長視野。 |
| 2013     | 完成翻新校舍外牆及兩個球場地台。 建設環保飯堂，推行現場派飯計劃。 五月舉辦55周年校慶感恩崇拜暨畢業典禮。 七月首次與家長教師會合辦「舊書買賣活動」。 九月舉行「愛心月餅同樂日」，打破健力士紀錄。 十一月舉行55周年校慶聚餐。 |
| 2014     | 七月本校教師及14位學生到德國史特加遊學，探訪巴色差會德國總部，了解差會來中國傳道的歷史。 七月邀請「台灣台南巿金城國民中學」及「台灣亞太胡琴樂團」到校交流及演出。有48位台灣師生聯同本校30多位中樂團團員同台演出。 九月與加拿大四間大學結成聯盟，展開教育交流合作，互訪活動。 |
| 2015     | 一月10位學生獲得由香港航空「飛越雲端‧擁抱世界」計劃贊助每人兩張來回機票，讓同學放眼世界，體驗他國文化。 七月全面更新禮堂冷氣系統，費用約七十多萬元。 十月與台灣兩間大學結成聯盟，展開教育交流合作，互訪活動。 |
| 2016     | 獲優質教育基金撥款$262,650，成立校園電視台。經師生投票選出「MTV」為電視台名稱，並於五月畢業典禮中舉行啟播儀式。 |
| 2017     | 三月首次舉行「才藝匯演暨頒獎典禮」，邀請家長出席。 九月獲優質教育基金撥款，舉辦「尊重生命‧逆境同行」計劃，以幫助學生面對及處理在成長路上遇到的困難。 十二月安排中四至中六級同學出席「香港福音盛會2017」佈道大會。 十二月舉辦「60周年校慶開放日暨資訊日」。 |
| 2018     | 五月舉辦「60周年校慶綜合晚會」。 七月6位中五同學聯同「崇真會」屬下五所中學學生，飛俄羅斯參加為期15天的「Tuymaada國際奧林匹克比賽」和「主題式探究活動」。 十一月於校園一樓設置校史廊，名為「崇珍匯」。 十一月舉辦「60周年校慶感恩崇拜暨校史廊開幕禮」，邀得教育局局長楊潤雄先生和香港基督教崇真會會長廖文健先生為主禮嘉賓。 十一月舉辦「60周年校慶聚餐」。 |
| 2019     | 七月舉行「才藝匯演暨頒獎典禮」，邀請家長出席。 七月香港電台邀請借出場地舉行「有聲好書」全港中學生聲演比賽2020「齊齊來報名」活動，多位著名歌星及唱片騎師到場為學生打氣及擔任表演嘉賓。 十二月舉辦成都歷史文化考察之旅，讓同學放眼世界，認識成都冬日的面貌。 |
| 2020     | 七月學校自資超過30萬翻新208電腦室，以配合下年度優質教育基金撥款資助STEM跨學科合作計劃。 十月至十二月初次以評估學生的英語能力進行測試(TOEFL Junior)，並為同學安排不同程度的英語增潤課程。翌年四月參與國際認可的英語能力試(TOEFL Junior)以審視同學在英語能力上的提升。 |
| 2021     | 二月獲優質教育基金計劃撥款136萬，進行初中STEM跨學科合作計劃，為同學提供更多空間和設備，讓他們探究創造、製作發明等。 六月學校自資約80萬進行圖書館翻新工程，以配合未來優質教育基金撥款進行「馬崇雲端圖書館(I-Library)計劃」 七月教育局資助180萬進行校舍外牆油漆及重鋪5樓電力工程，並資助80萬於7樓環保飯堂及地下雨天操場加裝鋁窗及活動摺門。學校亦會自資約100萬於兩個地方添置冷氣機、音響及電腦組合等，讓學生能在更舒適的環境下進行學習及表演活動。 九月郭啟明校長榮休，嚴基柱先生為新任校長。 十月本校初中「築夢工程計劃」備受學界肯定，獲教育局邀請向學界分享生涯規劃教育經驗。 |
| 2022     | 七月首次邀請雪糕車入校舉行「加多一點甜」打氣活動，與師生共享雪糕。 九月馬崇開設兩班英文班。 推出第三本學校介紹：《邁向未來的教育》，連同《我們的英語學習》及《學生成長支援介紹》，派發予沙田區所有小學。 學校自資建設學生會室，並更換禮堂和地下雨天操場布簾，同時在禮堂安裝巨型電子屏幕，讓學生能在更舒適的環境下進行活動。 首次獲得2022香港義工獎卓越愛心學校，全港僅數所學校得此殊榮。 正式成立劍擊隊。 |
| 2023     | 自資裝修美化四大活動空間：英文活動室、宗教教育活動室（小禮堂）、輔導活動室及文化演藝中心。 圖書館內加設兩所玻璃討論房，同時翻新自修室及加建三樓自習空間；師生及家長共同設計地下活動中心主愛里玻璃畫，營造校園正向氣氛。 地下樓層加設學校主題牆、學生成就及活動展示板。 疫情後首次復辦遊學團，包括到中國、加拿大多倫多、愛爾蘭及阿聯酋杜拜學習。 正式成立中文辯論隊及K-Pop舞蹈隊 舉行65周年校慶活動，包括：感恩崇拜、環校跑、校友聚餐及推出65周年校慶版口罩、文件夾及冰巾。 |
| 2024     | 自資600萬興建馬崇活動中心，內設劍擊館、體適能訓練中心、樂團練習室及天台花園，讓同學投入學校生活，發揮潛能。 成功申請優質教育基金計劃撥款50萬辦體適能訓練課程。 與北京第十五中學及廣東實驗中學越秀學校結成姊妹學校。 疫情後第二年再辦六團遊學團，包括到中國、台灣、日本、澳洲及紐西蘭進行跨科學習。 推出學校介紹：《馬崇的教育》，派發予沙田區所有小學及部份跨區小學。 |

## 校舍

### 筲箕灣舊址
筲箕灣崇真中學舊址佔地約1,700平方米，設有17間課室及少量特別室，而此校及原小學部需要佔用同一校舍，樓高4層，只有1個操場、1個實驗室、6間小學部課室和10間中學部課室。
於1992年遷校工作完成後，舊址由原小學部全面接管。由於空間仍然不敷應用，該校舍已於2003年8月拆卸重建，以供原小學部擴充教學空間。

### 現時校舍
馬鞍山崇真中學為一座經擴建的1988年版中學靈活式校舍，佔地約6,000平方米，設有30間標準/輔導課室（26間課室）、14間特別室、1個禮堂、2個運動場，並曾於2001-2004年間加建新翼。新翼設有3間教員室、教員休息室、會議室、語言學習室、多媒體學習室、戲院式演講室、學生活動室以及生態池。馬鞍山校舍由其士（建築）承建，於1989年動工，至1991年8月竣工交付，2001年2月籌建新翼，同年11月展開相關的校舍改善工程，2005年竣工。

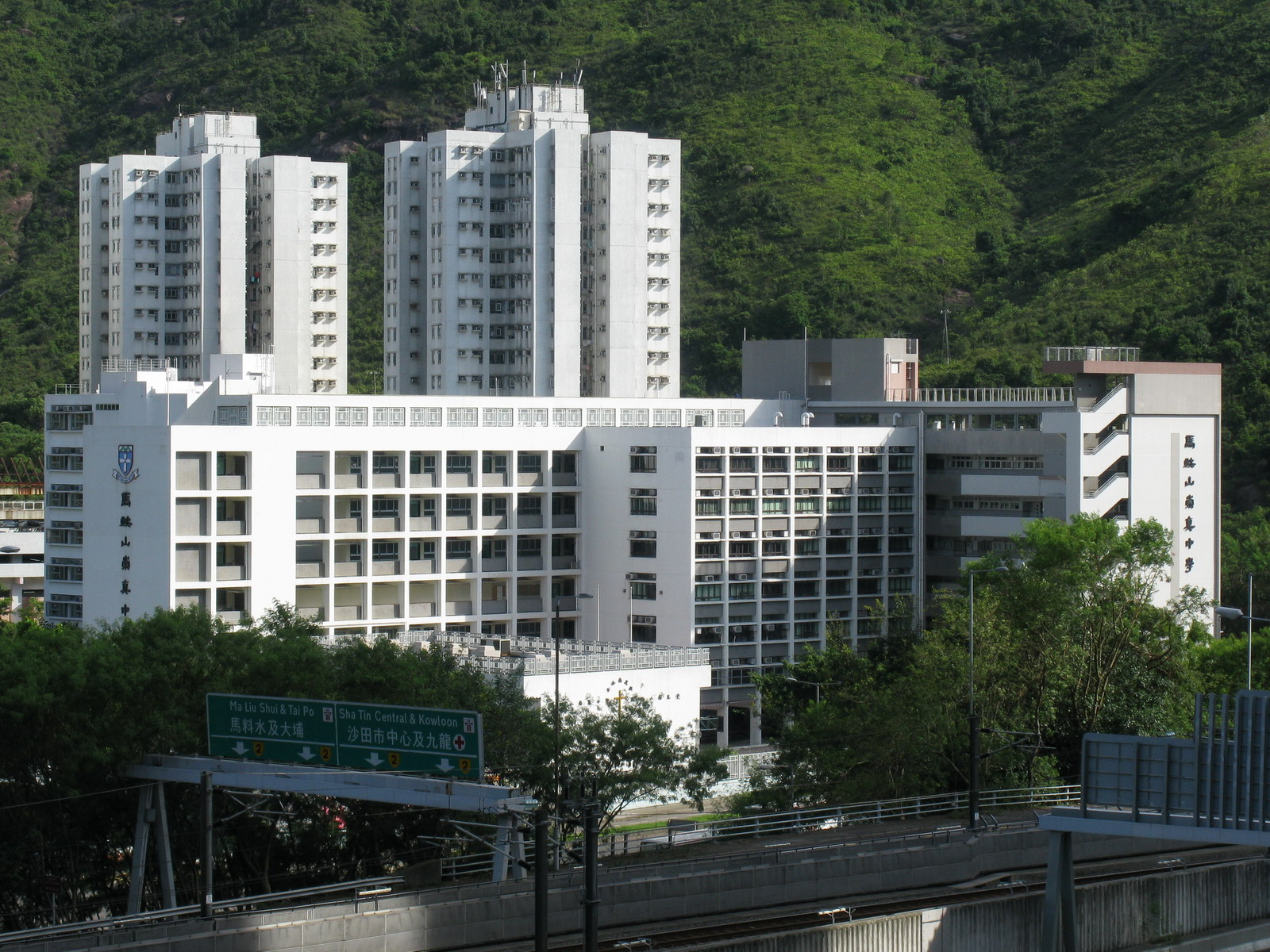
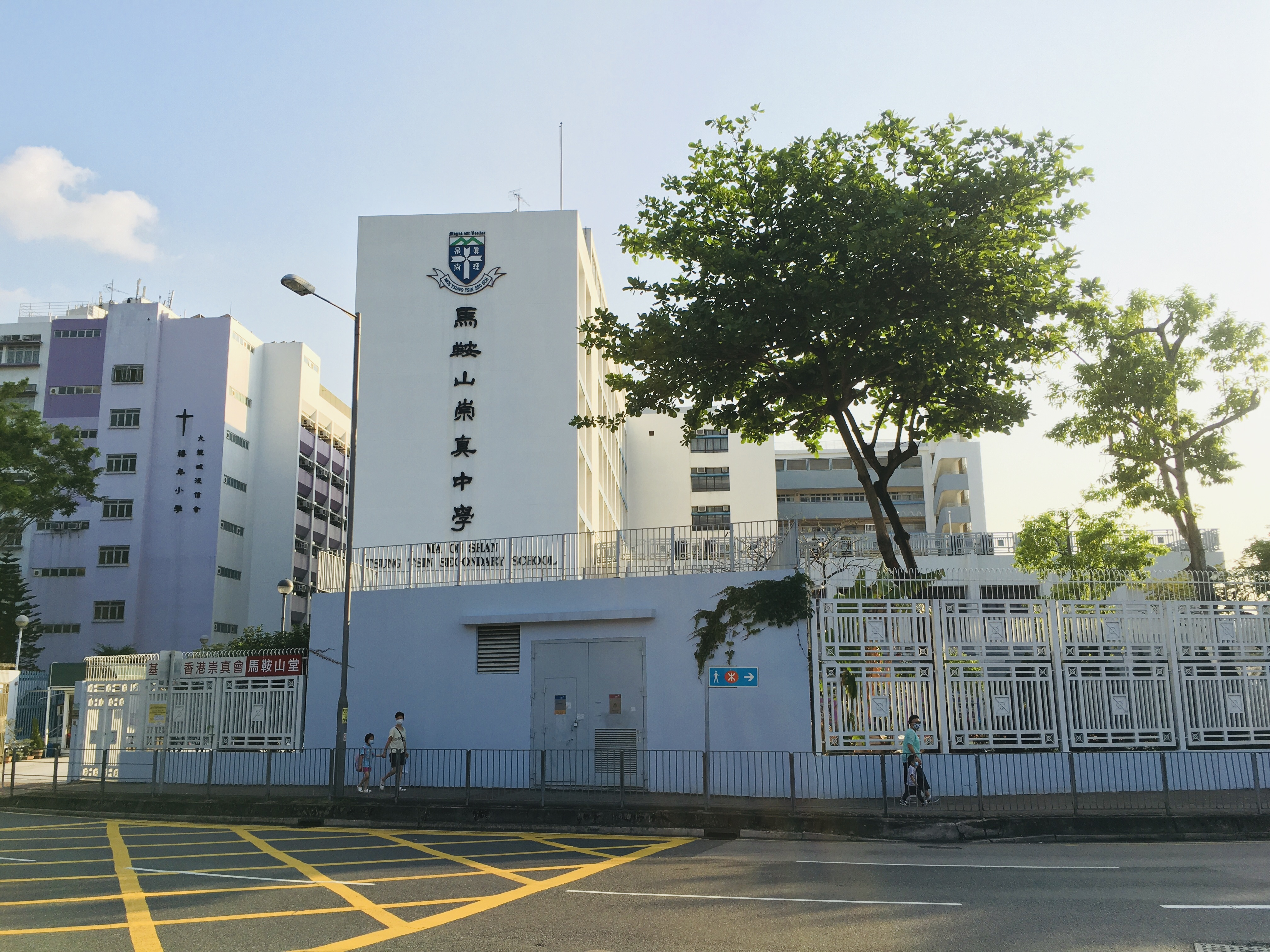

## 課外活動及團體
馬鞍山崇真中學提供多個課外活動和服務團體，包括男童軍、女童軍、交通安全隊、社會服務團、英文歌學會、合唱團、中樂團、中國樂器班、管弦樂團、管弦樂器班、木笛隊、視覺藝術挑戰計劃、桌上遊戲學會、舞蹈組、錄像及攝影學會、電影學會、園藝學會、STEAM學會、急救班、DIY學會、美術學會、話劇學會、高年級團契、低年級團契、男子籃球隊、女子籃球隊、男子排球隊、女子排球隊、跳繩隊、羽毛球組、羽毛球校隊、乒乓球組、男子田徑隊、女子長跑隊、保齡球學會、劍擊學會、馬崇讀書會、普通話學會、電腦學會。這些課外活動提供豐富多樣的活動範疇，讓學生在不同領域發展興趣和才能。

## 爭議事件

### 女學生遭網上言語欺凌
據《東張西望》等報道，有家長稱其女兒自2019年中三下學期起，被4位男同學在網上言語欺凌，即使經校方警告及要求寫道歉信後仍再犯。後來其中一位學生道歉，家長則向另一位學生發出律師信要求道歉，且向校方要求取得道歉信以幫助心理治療但被拒絕。
期後家長向教育局投訴後，促使校方設立調查委員會。而委員會認為懲罰恰當及同意拒絕交出道歉信的做法，駁回投訴，其後她向教育局上訴亦不成功。家長認為調查過程被刁難及處理失當，最後控告該名同學誹謗及成功。校方在事件報道後回應稱，事件經懲處、安排道歉及輔導後，成功在2020年遏止事件，並對投訴者的公開批評表示遺憾。

## 知名/傑出校友
筲箕灣舊址
- 蘇杏璇：香港已故女演員、第31屆香港電影金像獎最佳女配角獎得主（1968年中五）
- 張文彪：前崇真書院校長（1966年中五）[26]
- 林迪基：前香港中文大學醫學院名譽臨床副教授、骨科專科醫生[27]
- 蕭國健：香港珠海學院中國歷史研究所教授[28]（1962年中五）
- 廖潔冰：5位政策局司局長級官員前私人助理、2008年榮譽勳章得主（1969年中五）[29]
- 蔡鎮華：香港兒科專科醫生[30]

馬鞍山現址
- 陳家樂（2004年中五畢業）[註 3]：英皇娛樂集團旗下藝人
- 姚家豪（阿Bu）：香港商業電台DJ
- 冼家強，MBG：警員，曾在2006年尖沙咀警員槍殺案中與同行警員曾國恒向徐步高駁火，因而獲頒金英勇勳章（1994年中五）[31]
- 文頌嫻：香港藝人
- 符家浚（2010年畢業）：香港男歌手[32]
- 可嵐：香港女歌手
- 張敬樂：香港單車運動員[33][31]
- 李志宏：前沙田區區議會主席
- 李思穎：港隊單車運動員[34]

## 註解
1. ↑  2022/23年度[1]
2. ↑  2023/24年度[2]
3. ↑  陳家樂是Facebook公開群組「馬鞍山崇真中學5B班 [03-04年度]」的成員。

## 外部連結
- 馬鞍山崇真中學官方網頁 （页面存档备份，存于）